# Matías Godoy
Matías Emanuel Godoy (Santa Fe, 10 gennaio 2002) è un calciatore argentino, attaccante del Central Córdoba (SdE) in prestito dall'Estudiantes (LP).

## Carriera

### Club
Cresciuto nel settore giovanile dell'Atlético Rafaela, ha esordito in prima squadra il 17 aprile 2018, disputando l'incontro di Primera B Nacional perso 0-2 contro il Quilmes. Nel febbraio del 2020, dopo aver totalizzato 7 presenze e una rete, è stato ceduto in prestito ai croati della Dinamo Zagabria, che lo hanno aggregato alla squadra riserve. Rientrato all'Atlético Rafaela, è stato girato in prestito all'Argentinos Juniors, che l'anno successivo lo ha acquistato a titolo definitivo. Nell'agosto del 2021 è stato prestato all'Instituto (C), in seconda divisione, fino al termine della stagione. In vista della stagione 2022, è passato in prestito al Talleres (C), con cui ha esordito in Primera División il 5 giugno dello stesso anno, nell'incontro vinto 2-0 contro il Sarmiento (J).

### Nazionale
Ha giocato nella nazionale argentina Under-16.
Nel 2019 ha partecipato con la nazionale argentina Under-17 al campionato sudamericano di categoria, vinto dall'Albiceleste, e al Mondiale di categoria.

## Statistiche

### Presenze e reti nei club
Statistiche aggiornate al 22 agosto 2022.
| Stagione                   | Squadra                    | Campionato                 | Campionato | Campionato | Coppe nazionali | Coppe nazionali | Coppe nazionali | Coppe continentali | Coppe continentali | Coppe continentali | Altre coppe | Altre coppe | Altre coppe | Totale | Totale |
| Stagione                   | Squadra                    | Comp                       | Pres       | Reti       | Comp            | Pres            | Reti            | Comp               | Pres               | Reti               | Comp        | Pres        | Reti        | Pres   | Reti   |
| -------------------------- | -------------------------- | -------------------------- | ---------- | ---------- | --------------- | --------------- | --------------- | ------------------ | ------------------ | ------------------ | ----------- | ----------- | ----------- | ------ | ------ |
| 2017-2018                  | Atlético Rafaela           | PBN                        | 1          | 0          |                 | -               | -               |                    | -                  | -                  |             | -           | -           | 1      | 0      |
| 2018-2019                  | Atlético Rafaela           | PBN                        | 1          | 1          |                 | -               | -               |                    | -                  | -                  |             | -           | -           | 1      | 1      |
| 2019-feb. 2020             | Atlético Rafaela           | PBN                        | 5          | 0          |                 | -               | -               |                    | -                  | -                  |             | -           | -           | 5      | 0      |
| Totale Atlético de Rafaela | Totale Atlético de Rafaela | Totale Atlético de Rafaela | 7          | 1          |                 | -               | -               |                    | -                  | -                  |             | -           | -           | 7      | 1      |
| feb.-giu. 2020             | Dinamo Zagabria II         | 2.HNL                      | 3          | 0          |                 | -               | -               |                    | -                  | -                  |             | -           | -           | 3      | 0      |
| ago.-dic. 2021             | Instituto (C)              | PBN                        | 11         | 2          |                 | -               | -               |                    | -                  | -                  |             | -           | -           | 11     | 2      |
| 2022                       | Talleres (C)               | PD                         | 11         | 0          | CA+CdL          | 2+10            | 0               | CL                 | 9                  | 0                  |             | -           | -           | 32     | 0      |
| Totale carriera            | Totale carriera            | Totale carriera            | 32         | 3          |                 | 12              | 0               |                    | 9                  | 0                  |             | -           | -           | 53     | 3      |

## Palmarès

### Club

#### Competizioni nazionali
- Copa Argentina: 1

Central Córdoba (SdE): 2024